# I Love Muchacha/Bizarre
I Love Muchacha/Bizarre è un singolo della cantante italiana Jo Squillo, pubblicato nel 1984 dall'etichetta discografica Polydor e presentato al Festivalbar 1984.
Il brano, di genere italo disco, è uscito in diversi paesi europei e risulta essere uno tra i più popolari dell'artista degli anni ottanta dell'artista, facendole riscuotere popolarità soprattutto in Spagna e Germania. Il pezzo fa parte dell'album Bizarre, nel quale il sound di Jo Squillo diventa più pop, aprendo anche a piccole sperimentazioni come nel brano che dà il titolo al lavoro, lato b di questo 45 giri. La copertina è stata realizzata da Antonio Contiero utilizzando alcune Polaroid-SX70 manipolate, fotogrammi realizzati per un fumetto dal titolo Soft Streams su testo della scrittrice Carmen Covito, pubblicato l'anno successivo sulla rivista Frigidaire che aveva per protagonista la stessa Jo Squillo. Il titolo fa il verso con una certa allegra ironia al cognome dell'allora manager e compagno di vita di Jo Squillo, Gianni Muciaccia.

## Tracce
Vinile (881 155-7)
1. I Love Muchacha - 4:21
2. Bizarre - 3:38